# Merry-go-round (angelaの曲)
「merry-go-round」（メリー・ゴー・ランド）は、音楽ユニットangelaの3作目のシングル。  2003年12月3日に1作目のアルバム『ソラノコエ』と同時発売された。

## 概要
- 「merry-go-round」は、テレビ東京系列で放送された『開運!なんでも鑑定団』のエンディングテーマとして使用された。
- 初のアルバム『ソラノコエ』と同日発売になったが同作には収録されず、次作『I/O』に「merry-go-round」が収録された。
- 両曲ともにインディーズ時代から存在していた曲である。なお、『merry-go-round』はインディーズ時代は『Merry-Go-Round』と頭文字が大文字表記であった。

## 収録曲
1. merry-go-round [4:05]
作詞：atsuko、作曲：atsuko・KATSU、編曲：KATSU
  - テレビ東京系『開運!なんでも鑑定団』エンディングテーマ
2. butterfly [4:09]
作詞：atsuko、作曲：atsuko・KATSU、編曲：KATSU
  - ラジオ『長澤奈央とangelaのオラ!ラジ〜オ!』テーマソング
3. merry-go-round （Off Vocal Ver.）
4. buttefly （Off Vocal Ver.）

## 収録アルバム
- 「merry-go-round」
  - オリジナルアルバム『I/O』（#3） （2004年11月17日）
  - ベスト・アルバム『宝箱 -TREASURE BOX-』（#4）（2007年12月12日）
  - ベスト・アルバム『angela All Time Best 2003-2009』（ディスク1-#7）（2018年10月24日）